# Gemenele
Gemenele é uma comuna romena localizada no distrito de Brăila, na região de Muntênia. A comuna possui uma área de 48.88 km² e sua população era de 1848 habitantes segundo o censo de 2007.